# Gokana
Gokana è una delle ventitré aree a governo locale (local government areas) in cui è suddiviso lo stato di Rivers, nella Repubblica Federale della Nigeria. 

Si estende su una superficie di 126 km² e conta una popolazione di 228 828 abitanti.